# Zakopower

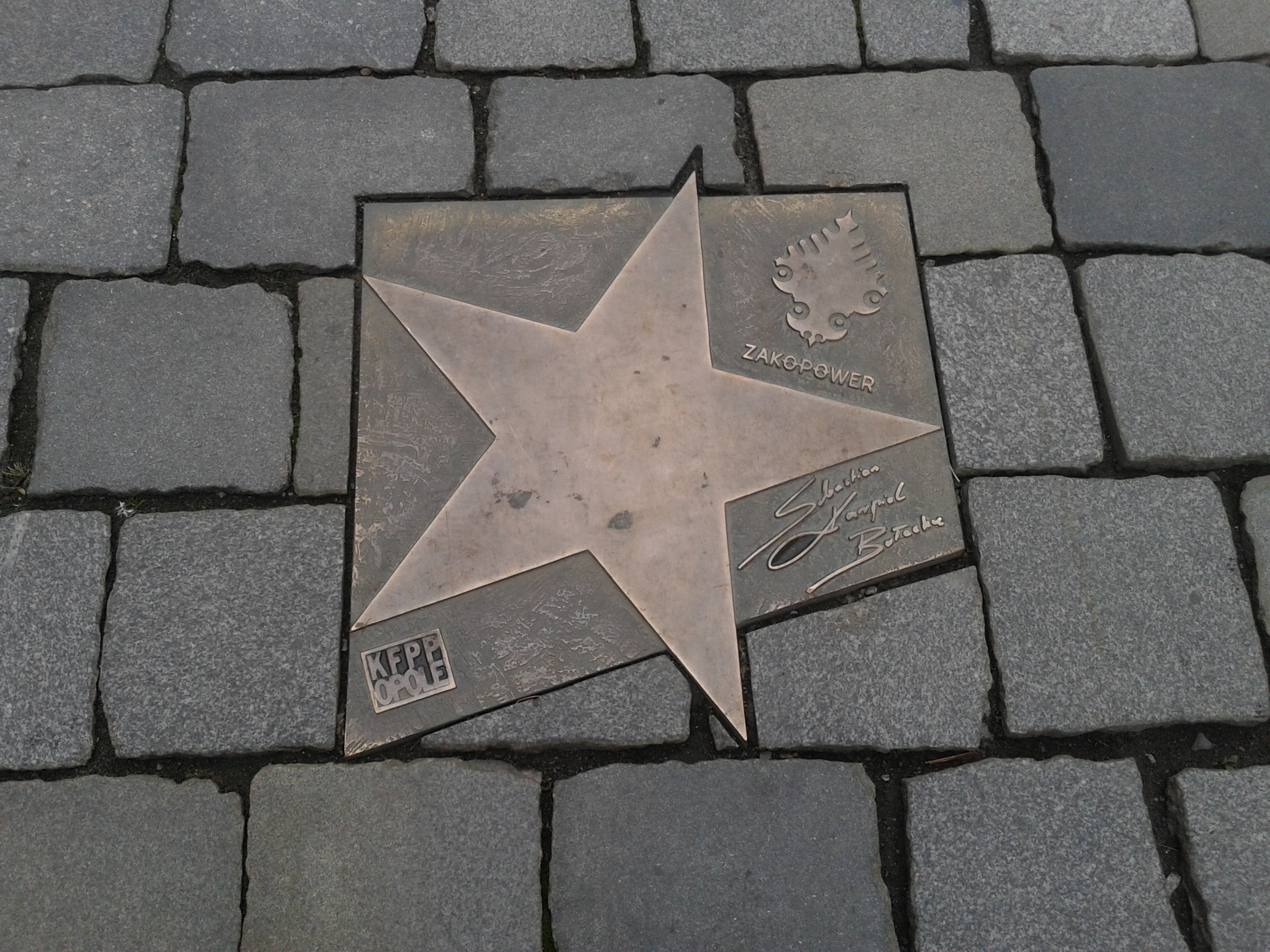
Gwiazda Zakopower w Opolu

Zakopower – polski zespół wykonujący muzykę folkową z elementami rocka i jazzu, założony przez skrzypka Sebastiana Karpiela-Bułeckę. Producentem oraz kompozytorem nagrań Zakopower jest Mateusz Pospieszalski, a twarzą i liderem zespołu – Sebastian Karpiel-Bułecka. Grupę tworzą również: Wojciech Topa, Bartek Kudasik, Józef Chyc, Piotr Rychlec, Kacper Stolarczyk, Michał Trąbski, Dominik Trębski i Bartosz Nazaruk. Nazwa zespołu nawiązuje do miasta Zakopane.

## Historia
Zespół regularnie grywa około 100 koncertów rocznie. Pozycja Zakopower umacnia się również na Europejskiej scenie World Music. Zespół zagrał na prestiżowych Europejskich Festiwalach: w Ostrawie, Rudolstad, Eurocultured w Manchesterze, w Petersburgu oraz na węgierskim Sziget Festival. Zakopower odwiedził podczas tras klubowych również: Indie (Mumbaj), Maroko, Węgry (Budapeszt A38), Włochy, Niemcy (Kolonia, Berlin, Oberhausen), Chorwację (Zagrzeb, Mocvara), Belgię (Bruksela, Ancienne Belgique), Litwę (Wilno), Białoruś (Mińsk, Grodno), Ukrainę (Winnica), Rosję (Petersburg), USA (Chicago, Nowy Jork, New Jersey), Kanadę (Toronto), Chiny (Szanghaj, Pekin, Lanzhou, Xining). W 2010 zespół wziął udział w Nigel Kennedy’s Polish Weekend w Londynie w prestiżowej sali Queen Elizabeth Hall Southbank Centre. To wydarzenie zaowocowało trasą po wyspach brytyjskich w salach O2 i HMV w Glasgow, Edynburgu, Birmingham, Londynie, Bristolu i Bournemouth. Zespół można było również usłyszeć między innymi w barcelońskiej Sagrada Familia, na scenach takich jak Carnegie Hall w Nowym Jorku czy Teatro Massimo w Palermo.
Zakopower zadebiutował na polskim rynku muzycznym płytą Music Hal wydaną w 2005, która jest połączeniem tradycyjnych góralskich melodii i nowoczesnej klubowej muzyki, producentem tej płyty był Mateusz Pospieszalski. W czerwcu 2005 za utwór „Kiebyś ty…” otrzymali nagrodę jury w koncercie „Premier” na 42. Krajowym Festiwalu Piosenki Polskiej w Opolu.
Druga płyta zespołu Na siedem (2007) została wydana bezpłatnie razem z dziennikiem Polska The Times 20 października 2007 i rozeszła się w ponad 600 tys. egzemplarzy. 30 listopada 2007 ukazała się specjalna edycja płyty Na siedem, poszerzona o dwa nowe utwory oraz covery „Gyöngyhajú lány” zespołu Omega i W dzikie wino zaplątani Marka Grechuty. W pozostałych utworach poszerzono brzmienie muzyczne, m.in. o skrzypce elektryczne, solówki gitarowe itp. W tworzeniu płyty swój udział mieli Adam Nowak (teksty), Kayah (tekst), Rafał Bryndal (tekst), Nigel Kennedy (skrzypce elektryczne), Mamadou Diouf (śpiew). Za tę płytę Zakopower został uhonorowany nagrodą Fryderyk w kategorii Album roku Etno/Folk. W 2007 za wykonanie utworu „Bóg wie gdzie” otrzymali nagrodę im. Karola Musioła i nagrodę koncertu „Superpremiery” na 45. KFPP w Opolu.
Trzeci album – Boso (2011) zdobył trzy Fryderyki, nagrodę „Złota Superpremiera” na Festiwalu w Opolu, Potrójną Platynę za sprzedaż, a singiel „Boso” przez kilka miesięcy był na 1 miejscu większości list przebojów.
Czwarty album studyjny Drugie pół (2015) to album z udziałem smyczków zespołu Atom String Orchestra. Niedługo po premierze album osiągnął status złotej płyty. Ostatni album Zakopower i Atom String Quartet (2017) to efekt zwrotu do źródeł, czyli kultury ludowej we współpracy z kwartetem Atom.

## Dyskografia

### Albumy
| Rok                        | Album | Pozycja na liście | Sprzedaż       | Certyfikat                 |
| Rok                        | Album | POL               | Sprzedaż       | Certyfikat                 |
| -------------------------- | --- | ----------------- | -------------- | -------------------------- |
| 2005                       | Music Hal - Data wydania: 16 maja 2005 - Wydawca: Kayax, EMI Music Poland                                                          | 7                 |                |                            |
| 2007                       | Na siedem - Data wydania: 20 października 2007 - Wydawca: Kayax, EMI Music Poland                                                  | 33                | - POL: 15 000+ | - ZPAV: złota płyta        |
| 2009                       | Koncertowo - Data wydania: 17 kwietnia 2009 - Wydawca: Kayax, EMI Music Poland                                                     | –                 | - POL: 5 000+  | - ZPAV: złota płyta DVD    |
| 2011                       | Boso - Data wydania: 30 maja 2011 - Wydawca: Kayax, EMI Music Poland                                                               | 1                 | - POL: 90 000+ | - ZPAV: 3× platynowa płyta |
| 2013                       | Kolędowo - Data wydania: 23 listopada 2013 - Wydawca: Kayax                                                                        | 2                 | - POL: 15 000+ | - ZPAV: złota płyta        |
| 2015                       | Drugie pół - Data wydania: 23 września 2015 - Wydawca: Kayax, Warner Music Poland                                                  | 4                 | - POL: 15 000+ | - ZPAV: złota płyta        |
| 2017                       | Zakopower & Atom String Quartet (oraz Atom String Quartet) - Data wydania: 28 kwietnia 2017 - Wydawca: Kayax / Warner Music Poland | 15                |                |                            |
| 2022                       | Widzialne / Niewidzialne - Data wydania: 9 grudnia 2022 - Wydawca: Kayax                                                           | 19                |                |                            |
| „–” album nie był notowany | |                   |                |                            |

### Single
| Rok | Tytuł                               | Najwyższe pozycja na listach | Najwyższe pozycja na listach | Najwyższe pozycja na listach | Najwyższe pozycja na listach | Najwyższe pozycja na listach | Najwyższe pozycja na listach | Najwyższe pozycja na listach | Album                           |
| Rok | Tytuł                               | POL                          | POL                          | WiR                          | RDN                          | LP3                          | SLiP                         | RMF                          | Album                           |
| Rok | Tytuł                               | AirPlay                      | AirPlay Nowości              | WiR                          | RDN                          | LP3                          | SLiP                         | RMF                          | Album                           |
| --- | ----------------------------------- | ---------------------------- | ---------------------------- | ---------------------------- | ---------------------------- | ---------------------------- | ---------------------------- | ---------------------------- | ------------------------------- |
| 2005 | „Kiebyś Ty...”                      | –                            | X                            | 1                            | 4                            | 24                           | 49                           | –                            | Music Hal                       |
| 2006 | „Poziom adrenaliny”                 | –                            | X                            | 3                            | 3                            | –                            | –                            | –                            | Music Hal                       |
| 2006 | „Milczenie owiec”                   | –                            | X                            | –                            | –                            | –                            | –                            | –                            | Music Hal                       |
| 2007 | „Galop”                             | –                            | X                            | –                            | 2                            | –                            | –                            | –                            | Na siedem                       |
| 2007 | „Na siedem”                         | –                            | X                            | 4                            | –                            | –                            | –                            | –                            | Na siedem                       |
| 2008 | „Ubiję usiekę”                      | –                            | X                            | –                            | –                            | –                            | –                            | –                            | Na siedem                       |
| 2009 | „Zbuntowany anioł”                  | –                            | X                            | –                            | –                            | –                            | –                            | –                            | Na siedem                       |
| 2009 | „Bóg wie gdzie”                     | –                            | X                            | 6                            | –                            | –                            | –                            | –                            | Koncertowo                      |
| 2010 | „Udomowieni”                        | –                            | –                            | 8                            | –                            | –                            | –                            | –                            | Koncertowo                      |
| 2011 | „Boso”                              | 1                            | –                            | 1                            | 1                            | 1                            | 1                            | 1                            | Boso                            |
| 2011 | „Bóg wie gdzie” (wznowienie)        | –                            | –                            | –                            | –                            | 16                           | 28                           | 1                            | Boso                            |
| 2012 | „Tak że tak”                        | –                            | –                            | –                            | –                            | 19                           | 42                           | –                            | Boso                            |
| 2012 | „Poduszki”                          | –                            | –                            | –                            | –                            | –                            | –                            | –                            | Boso                            |
| 2015 | „Tak ma być”                        | –                            | –                            | –                            | –                            | 31                           | 22                           | 3                            | Drugie pół                      |
| 2015 | „Drugie pół”                        | –                            | –                            | –                            | –                            | 18                           | –                            | –                            | Drugie pół                      |
| 2016 | „Święty stan”                       | –                            | –                            | –                            | –                            | 52                           | –                            | –                            | Drugie pół                      |
| 2016 | „Kto nas woła”                      | –                            | –                            | –                            | –                            | 46                           | –                            | –                            | Kolędowo                        |
| 2017 | „Było, minęło”                      | –                            | –                            | –                            | –                            | –                            | –                            | –                            | Widzialne / Niewidzialne        |
| 2017 | „Tata” (oraz Atom String Quartet)   | –                            | –                            | –                            | –                            | –                            | –                            | –                            | Zakopower & Atom String Quartet |
| 2018 | „Białanie”                          | 70                           | 3                            | –                            | –                            | 46                           | –                            | –                            | Singel niealbumowy              |
| 2020 | „Hej Hanno!”                        | –                            | –                            | –                            | –                            | X                            | –                            | –                            | Singel niealbumowy              |
| 2022 | „Widzialne i niewidzialne”          | –                            | –                            | –                            | –                            | X                            | –                            | –                            | Widzialne / Niewidzialne        |
| 2022 | „Chwila”                            | 19                           | 1                            | 1                            | –                            | X                            | –                            | 3                            | Widzialne / Niewidzialne        |
| 2022 | „2015 (Kayax XX Rework)”            | –                            | –                            | –                            | –                            | X                            | –                            | –                            | Kayax XX Rework                 |
| 2022 | „Wielkie oczy” (gośc. Nosowska)     | –                            | –                            | –                            | –                            | X                            | –                            | –                            | Widzialne / Niewidzialne        |
| 2023 | „Hej, idem w las”                   | –                            | X                            | –                            | –                            | X                            | –                            | –                            | Widzialne / Niewidzialne        |
| 2023 | „Szczęście” (oraz Bela Komoszyńska) | –                            | X                            | –                            | –                            | X                            | –                            | –                            | Singel niealbumowy              |
| 2023 | „Biały obłok” (oraz Igor Herbut)    | –                            | X                            | –                            | –                            | X                            | –                            | –                            | Singel niealbumowy              |
| 2023 | „Wołosi” (oraz Ralph Kaminski)      | –                            | X                            | –                            | –                            | X                            | –                            | –                            | Singel niealbumowy              |
| 2024 | „Kwiaty” (gośc. Ania Dąbrowska)     | 38                           | X                            | –                            | –                            | –                            | 28                           | –                            | Singel niealbumowy              |
| „–” oznacza, że singel nie był notowany na danej liście. „X” oznacza, że lista nie istniała w danym okresie. |                                     |                              |                              |                              |                              |                              |                              |                              |                                 |

## Nagrody i wyróżnienia
| Rok  | Kategoria                                            | Tytułem                         | Nagroda            | Nota      | Źródło |
| ---- | ---------------------------------------------------- | ------------------------------- | ------------------ | --------- | ------ |
| 2008 | Album Roku Etno/Folk                                 | Na siedem                       | Fryderyki 2008     | Wygrana   | [ 12 ] |
| 2011 | SuperPremiera                                        | „Boso”                          | Festiwal w Opolu   | Wygrana   |        |
| 2012 | Grupa roku                                           | Zakopower                       | Fryderyki 2012     | Wygrana   | [ 13 ] |
| 2012 | Album roku folk/muzyka świata                        | Boso                            | Fryderyki 2012     | Wygrana   | [ 13 ] |
| 2012 | Produkcja muzyczna roku                              | Boso                            | Fryderyki 2012     | Nominacja | [ 50 ] |
| 2012 | Piosenka roku                                        | „Boso”                          | Fryderyki 2012     | Wygrana   | [ 13 ] |
| 2012 | Płyta roku                                           | "Boso”                          | Superjedynki       | Nominacja | [ 51 ] |
| 2012 | SuperArtysta                                         | Sebastian Karpiel-Bułecka       | Superjedynki       | Wygrana   | [ 52 ] |
| 2012 | SuperPrzebój                                         | „Boso”                          | Superjedynki       | Wygrana   | [ 52 ] |
| 2012 | Najlepiej sprzedająca się płyta w Polsce w 2011 roku | „Boso”                          | Bestsellery Empiku | Wygrana   | [ 53 ] |
| 2016 | Album roku pop                                       | Drugie pół                      | Fryderyki 2016     | Nominacja | [ 54 ] |
| 2018 | Album roku Muzyka korzeni                            | Zakopower i Atom String Quartet | Fryderyki 2018     | Nominacja | [ 55 ] |